# Sethemouia
Amonemouia, devenu Sethemouia, est un prince d'Égypte et huitième fils de Ramsès II,.

## Biographie
D'abord Amonemouia (Amon dans la barque Divine), il change de nom pour Sethemouia (Seth dans la barque Divine), peut-être vers l'an 20 du règne de son père, de même que le fils aîné de Ramsès II, le prince Amonherkhépeshef qui change de nom de manière analogue pour Sethherkhépeshef.
Sethemouia est présent au siège de Dapour,, bien que son jeune âge à l'époque rend peu probable toute forme de commandement pendant cet évènement.
Le titre de prince héritier passe directement de Khâemouaset (4e fils) à Mérenptah (13e fils) vers l'an 55, Sethemouia étant alors décédé.

## Sépulture
Il a peut-être été enterré dans la tombe KV5, mais l'état de cette dernière ne permet pas d'en être certain.